# نیشترماهی
نیشترماهی (نام علمی: Alepisauridae) نام یک تیره از راسته لوله‌سانان است.